# Carl Lagerlöf
Carl Lagerlöf, född 8 juni 1862 i Kristinehamn, död 24 augusti 1926 i Helsingborg, var en svensk advokat. Han tillhörde släkten Lagerlöf från Värmland och var bror till översättaren Erland Lagerlöf.
Lagerlöf blev student vid Uppsala universitet 1880 och juris kandidat 1891. Han tjänstgjorde därefter bland annat som extra ordinarie notarie i Svea hovrätt och anställdes på advokatbyrå i Stockholm 1893. Han startade en egen advokatbyrå i samma stad 1894 och var (tillsammans med Gösta Huselius) delägare i advokatfirman Lagerlöf & Huselius från 1896. Han var förmyndare för författaren Gustaf Fröding och tillförordnad borgmästare i Torshälla stad 1924–1925. Lagerlöf är gravsatt på Gamla kyrkogården i Kristinehamn.